# Раменская волость (Егорьевский уезд)
Раменская волость — волость в составе Егорьевского уезда Рязанской губернии, с 1922 года Егорьевского уезда Московской губернии, существовавшая до 1929 года.

## История
Раменская волость существовала в составе Егорьевского уезда Рязанской губернии. Административным центром волости было село Раменки. В 1922 году Егорьевский уезд был включен в состав Московской губернии.
22 июня 1922 года волость была укрупнена путём присоединения к ней Горковской и Маливской волостей.
В ходе реформы административно-территориального деления СССР в 1929 году Раменская волость была упразднена.

## Состав
На 1885 год в состав Раменской волости входило 2 села и 22 деревни.
| Вид     | Наименование | Население, чел. (1885 год) | Население, чел. (1905 год) |
| ------- | ------------ | -------------------------- | -------------------------- |
| деревня | Коншево      | 212                        | 249                        |
| деревня | Кувакино     | 210                        | 238                        |
| деревня | Бочнево      | 157                        | 183                        |
| деревня | Казино       | 134                        | 179                        |
| деревня | Старое       | 417                        | 509                        |
| деревня | Трофимово    | 293                        | 397                        |
| деревня | Мелентьево   | 325                        | 412                        |
| деревня | Гулынки      | 278                        | 283                        |
| деревня | Комлево      | 201                        | 121                        |
| деревня | Натальино    | 100                        | 109                        |
| деревня | Проняево     | 141                        | 175                        |
| деревня | Афанасьево   | 407                        | 568                        |
| деревня | Сурино       | 196                        | 250                        |
| деревня | Карцовская   | 327                        | 409                        |
| деревня | Андреевка    | 290                        | 371                        |
| деревня | Починки      | 134                        | 136                        |
| деревня | Михеева      | 161                        | 204                        |
| село    | Макшеево     | 368                        | 420                        |
| село    | Раменки      | 255                        | 312                        |
| деревня | Нестерово    | 268                        | 287                        |
| деревня | Русилово     | 221                        | 233                        |
| деревня | Сельниково   | 13                         | 14                         |
| деревня | Березники    | 234                        | 304                        |
| деревня | Жулево       | 126                        | 243                        |

## Землевладение
Население составляли 42 сельские общины. 35 общин бывших помещичьих крестьян, 5 общин государственных крестьян, 2 общины полных собственников. Все общины, кроме общин полных собственников, имели общинную форму землевладения. 24 общины делили землю по ревизским душам, 15 общин по наличным душам. Луга в основном делились ежегодно.
Домохозяева, имевшие арендную землю, составляли около 11% всего числа домохозяев волости.

## Сельское хозяйство
Земля в волости была посредственная, почва в большинстве общин суглинистая. Хороших лугов было мало, в некоторых общинах были заливные. Лес в 4 общинах был дровяной, в остальных мелкий, а в 10 общинах его не было. Крестьяне сажали рожь, овёс, просо, гречиху и картофель. В некоторых общинах просо не сеяли. Топили дровами и сучьями, которые в основном покупали.

## Местные и отхожие промыслы
Основным местным промыслом было ткание нанки. В деревнях Кувакине, Бочневе и Казине занимались дублением овчин. В деревне Михееве плели корзины из хвороста. В деревне Мелентьеве делали телеги и салазки.
Отхожие промыслы были значительны. В 1885 году на заработки уходили 544 мужчины (42% мужского населения рабочего возраста) и 16 женщин. Из них большинство работали на фабриках -- 132 человека. Уходили в Москву, Петербург и Покровский уезд Владимирской губернии.

## Инфраструктура
В 1885 году в волости имелось 4 мельницы, 1 столярное и 3 тележных заведения, 1 маслобойня, 1 колесная мастерская, 8 кузниц, 1 трактир, 4 питейных заведения, 1 мучная, 1 овощная, 6 мелочных и 1 чайная лавка. Школы имелись в сёлах Раменках и Макшееве. В некоторых общинах были свои учителя.